# Letní biatlon

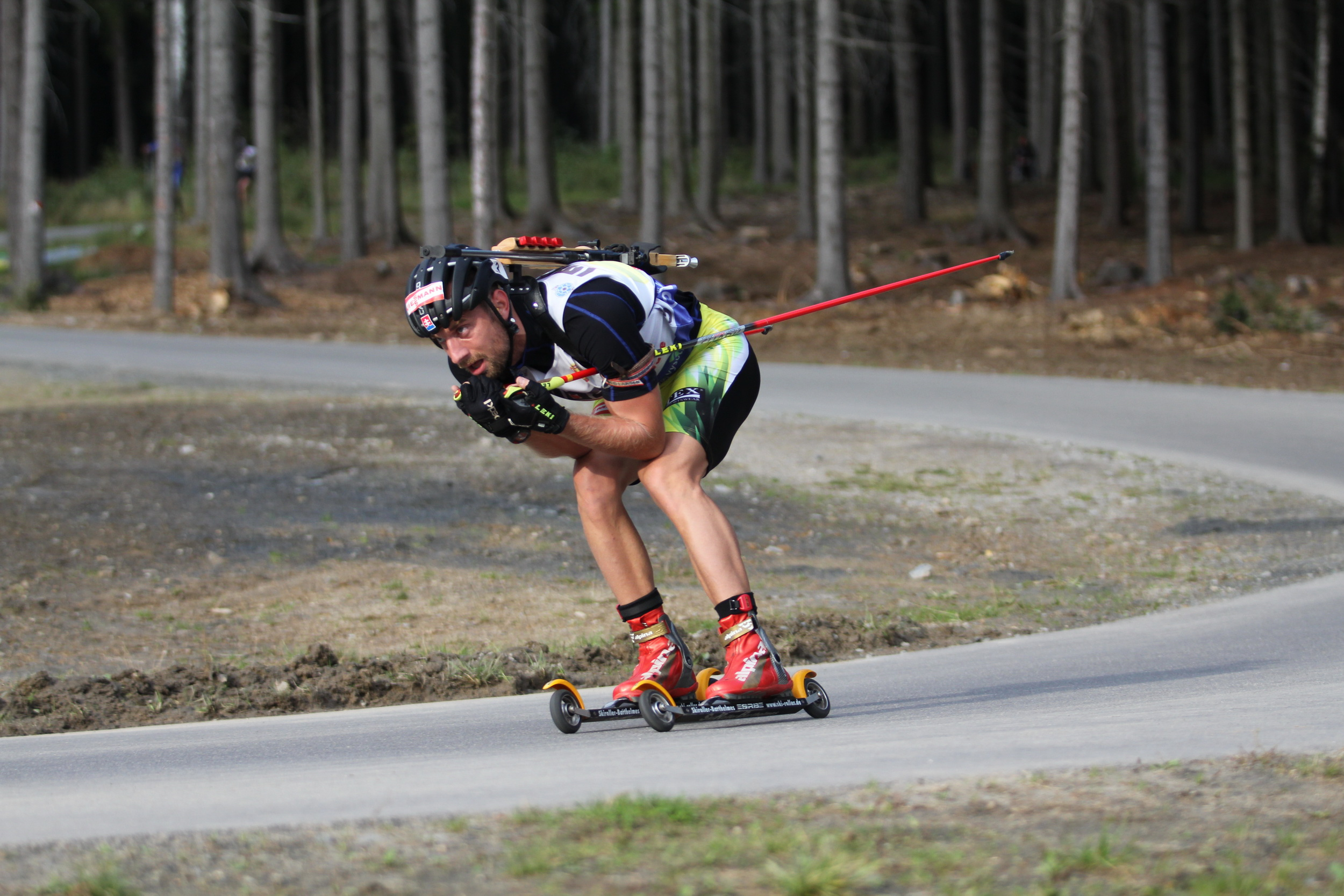
Mistrovství světa v letním biatlonu 2011 v Novém Městě na Moravě

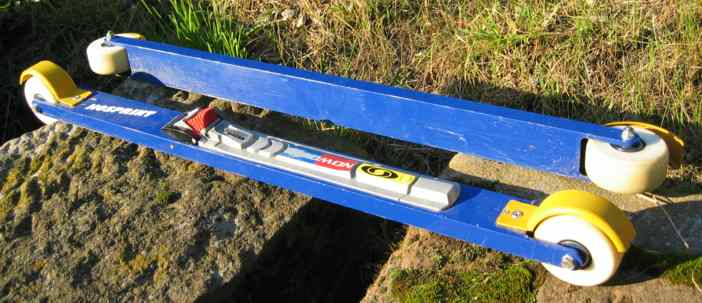
Kolečkové lyže používané při letním biatlonu

Letní biatlon je letní varianta zimního biatlonu, kdy klasický běh na lyžích nahrazuje jízda na kolečkových lyžích. Dříve byla široce rozšířena i varianta, kdy byl běh na lyžích nahrazen během v terénu. Od roku 2014 je Mezinárodní biatlonovou unií podporována pouze varianta s kolečkovými lyžemi. Ta je nejbližší klasickému zimnímu biatlonu a vrcholovým sportovcům proto nejvíce pomáhá při přípravě na zimní sezónu.
Existují i další varianty jako orientační biatlon (v zimní i letní podobě) nebo biatlon na kolech.

## Letní biatlon v Česku
V Česku má však varianta s klasickým během velkou tradici – jak mezi dospělými, tak mezi mladšími sportovci (závodů ve všech věkových kategoriích se každoročně zúčastňuje kolem 550 sportovců). Český svaz biatlonu proto v roce 2013 přijal nová pravidla pro podporu této formy letního biatlonu.

## Mistrovství světa
Od roku 1996 organizuje Mezinárodní biatlonová unie mistrovství světa v letním biatlonu. Zpočátku se střelba kombinovala s během v terénu, v letech 2006–2009 se současně provozovaly varianty s během (krosem) a během na kolečkových lyžích a od roku 2010 se mistrovství světa v letním biatlonu pořádá pouze na kolečkových lyžích.
Česko hostilo letní mistrovství světa v biatlonu celkem třikrát: v letech 2011, 2018 a naposledy 2021.